# Psorospermum stenophyllum
Psorospermum stenophyllum är en johannesörtsväxtart som beskrevs av Joseph Marie Henry Alfred Perrier de la Bâthie. Psorospermum stenophyllum ingår i släktet Psorospermum och familjen johannesörtsväxter. Utöver nominatformen finns också underarten P. s. rufius.